# Reinhard IV. (Hanau-Münzenberg)

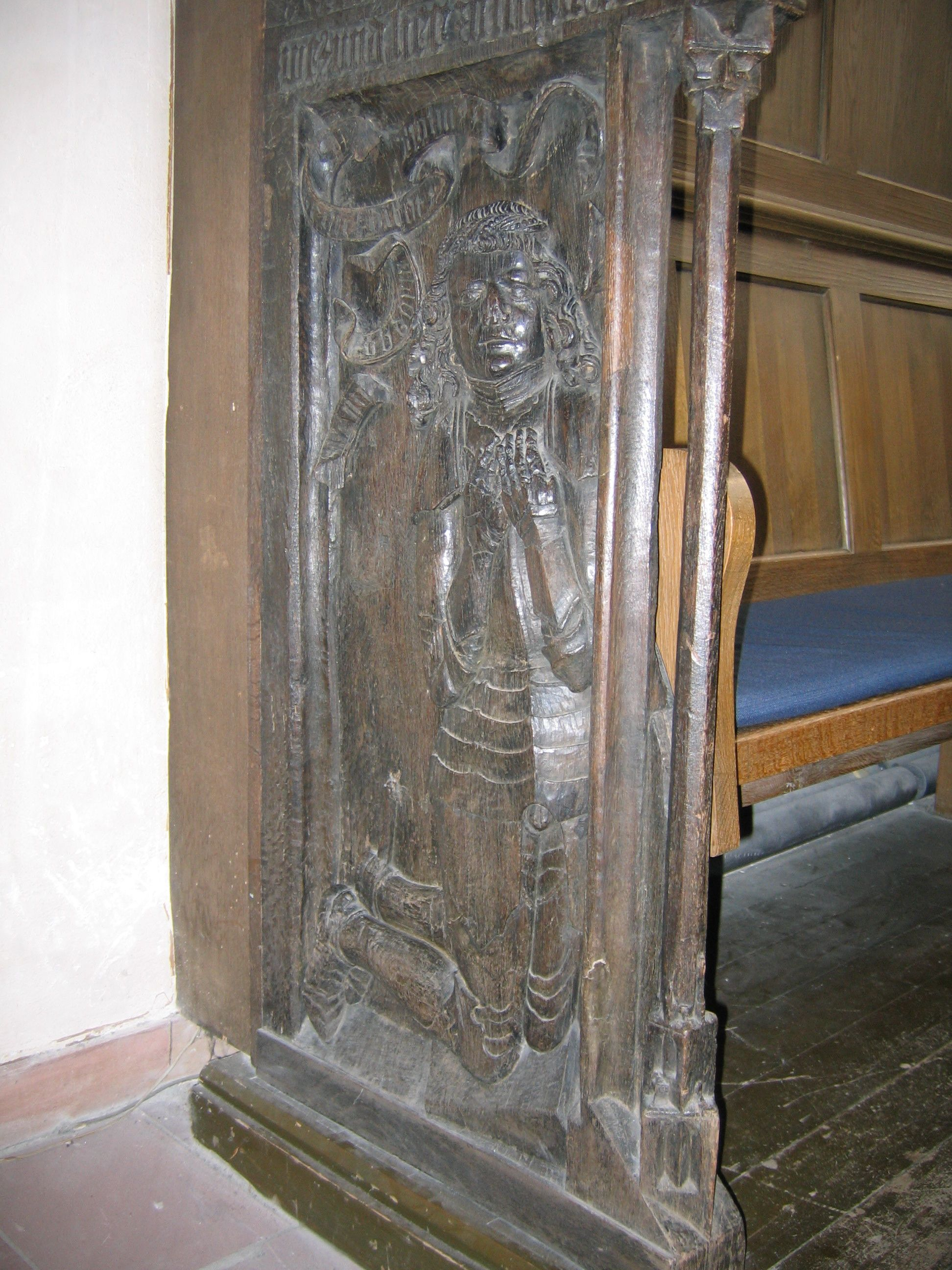
Reinhard IV.: Wange des Chorgestühls in der Marienkirche in Hanau

Graf Reinhard IV. von Hanau-Münzenberg (* 14. März 1473; † 30. Januar 1512) folgte im Jahr 1500 seinem Vater Philipp I. von Hanau-Münzenberg (* 1449; † 1500) in der Regierung der Grafschaft Hanau-Münzenberg. Schon seit 1496 war er als Mitregent tätig.

## Familie

### Legitime Familie
Reinhard IV. wurde als Sohn des Grafen Philipp I. von Hanau-Münzenberg und dessen Frau, Gräfin Adriana von Nassau-Dillenburg (1449–1477), geboren. Taufpate war Johann II. von Henneberg-Schleusingen, Fürstabt des Klosters Fulda.
| Ahnentafel Graf Reinhard IV. von Hanau-Münzenberg | Ahnentafel Graf Reinhard IV. von Hanau-Münzenberg                                                 | Ahnentafel Graf Reinhard IV. von Hanau-Münzenberg                                                 | Ahnentafel Graf Reinhard IV. von Hanau-Münzenberg                                                 | Ahnentafel Graf Reinhard IV. von Hanau-Münzenberg                                                 | Ahnentafel Graf Reinhard IV. von Hanau-Münzenberg | Ahnentafel Graf Reinhard IV. von Hanau-Münzenberg |
| ------------------------------------------------- | ------------------------------------------------------------------------------------------------- | ------------------------------------------------------------------------------------------------- | ------------------------------------------------------------------------------------------------- | ------------------------------------------------------------------------------------------------- | ------------------------------------------------- | ------------------------------------------------- |
| Urgroßeltern                                      | Reinhard II. von Hanau (* ca. 1369; † 1451) ⚭ Katharina von Nassau-Beilstein (* ca. 1370; † 1459) | Otto I. von Pfalz-Mosbach (* 1390; † 1461) ⚭ Johanna von Bayern-Landshut (* 1413; † 1444)         | Engelbert I. von Nassau-Dillenburg (* ca. 1380; † 1442) ⚭ Johanna von Polanen                     | Johann II von Loon und Heinsberg (* 1381; † 1438) ⚭ Anna von Solms († 1433)                       |                                                   |                                                   |
| Großeltern                                        | Reinhard III. von Hanau (* 1412; † 1452) ⚭ Margarethe von Pfalz-Mosbach (* 1432; † 1457)          | Reinhard III. von Hanau (* 1412; † 1452) ⚭ Margarethe von Pfalz-Mosbach (* 1432; † 1457)          | Johann IV. von Nassau-Dillenburg (* 1410; † 1475) ⚭ Marie von Loon und Heinsberg (* 1424; † 1502) | Johann IV. von Nassau-Dillenburg (* 1410; † 1475) ⚭ Marie von Loon und Heinsberg (* 1424; † 1502) |                                                   |                                                   |
| Eltern                                            | Philipp I. von Hanau-Münzenberg (* 1449; † 1500) ⚭ Adriana von Nassau-Dillenburg (* 1449; † 1477) | Philipp I. von Hanau-Münzenberg (* 1449; † 1500) ⚭ Adriana von Nassau-Dillenburg (* 1449; † 1477) | Philipp I. von Hanau-Münzenberg (* 1449; † 1500) ⚭ Adriana von Nassau-Dillenburg (* 1449; † 1477) | Philipp I. von Hanau-Münzenberg (* 1449; † 1500) ⚭ Adriana von Nassau-Dillenburg (* 1449; † 1477) |                                                   |                                                   |
| Reinhard IV.                                      |                                                                                                   |                                                                                                   |                                                                                                   |                                                                                                   |                                                   |                                                   |

Zur Familie vgl. Hauptartikel: Hanau (Adelsgeschlecht)
Aus der Jugendzeit Reinhards IV. sind verschiedene Reisen bekannt, so an den kurpfälzischen Hof nach Heidelberg (1493) und 1495 zum Reichstag in Worms.
Reinhard IV. heiratete am 13. Februar 1496 Katharina von Schwarzburg-Blankenburg (* nach 1470; † 27. November 1514). Als Mitgift bekam die Braut den Anteil an der Pfandschaft über die Reichsstadt Gelnhausen, den die Grafen von Schwarzburg hielten, und 4000 Gulden darüber hinaus.
Reinhard IV. und Katharina hatten vier Kinder:
1. Anna (* 22. Mai 1498; † noch im selben Jahr)
2. Berthold (* 12. Juli 1499; † 27. April 1504), bestattet im Chor der Marienkirche in Hanau
3. Philipp II. (1501–1529)
4. Balthasar (1508–1534)

### Außereheliches Verhältnis
Adriana von Hanau (erwähnt: 1520–1552) war die außereheliche Tochter eines Grafen von Hanau. Verheiratet war sie mit dem Amtmann Marquard von Stockheim. Ihre Mutter ist gänzlich unbekannt. Da Stockheim in der Wetterau und damit viel näher an der Teilgrafschaft Hanau-Münzenberg und deren Einflussgebiet liegt, als an der Grafschaft Hanau-Lichtenberg, spricht einiges dafür, die Vaterschaft von Reinhard IV. von Hanau-Münzenberg anzunehmen. Genealogisch kämen, aufgrund der Zeit, in der sie nachgewiesen ist, als Väter andernfalls die Hanau-Lichtenberger Grafen Philipp IV. (* 18. Oktober 1482; † 15. Mai 1538) oder Ludwig (* 5. Oktober 1487; † 3. Dezember 1553), geistlich, in Betracht.

## Regierung
Schon in den letzten vier Jahren der dann nur noch nominellen Regierung seines Vaters hatte Reinhard IV. die Regierungsgeschäfte übernommen. Zugleich nahm er als erster seiner Linie die Herrschaft Münzenberg, zur Unterscheidung gegenüber der Linie Hanau-Lichtenberg, in seinen Titel und das Wappen auf. Die beiden Linien existierten seit einer Erbteilung zwischen Graf Philipp I. dem Jüngeren und Graf Philipp I. dem Älteren im Jahr 1458.
Im Jahr 1500 tauschte Philipp IV. mit Isenburg Rechte, gab seine in Offenbach am Main und seinen Anteil an der Burg Bracht ab und erhielt dafür alle Rechte an dem Dorf Bischofsheim. Damit wurden auch sich jahrelang hinziehende Auseinandersetzungen zwischen den beiden benachbarten Territorialherren bereinigt. 1503 tauschte er die solmsischen Anteile an Seckbach gegen das halbe Dorf (Münzenberg-)Trais. 1504 erwarb er den Frankfurter Anteil an Seckbach hinzu und zahlte auch andere Teilhaber daran (Schelme von Bergen, Farchen zu Heidelberg, die Frankfurter Patrizierfamilie Glauburg) aus.
1504 setzt der Landshuter Erbfolgekrieg der Grafschaft Hanau-Münzenberg schwer zu, zum einen seitens durchziehender hessischer Truppen, zum andern durch die hessische Besetzung von (Bad) Homburg. Hanau hatte es 1487 für 19000 Gulden gekauft. 1521 kam es auf Vermittlung Kaiser Karls V. auf dem Reichstag zu Worms zu einem Vergleich zwischen Hessen und Hanau. Hessen behielt Homburg, Hanau wurde mit 12.000 fl. abgefunden.
1505 ernannte König Maximilian I. Reinhard IV. zu seinem Rat.
Auch sonst war Reinhard IV. in Auseinandersetzungen verwickelt, um seine Rechte und seine Politik durchzusetzen. Bekanntester Gegner dürfte Götz von Berlichingen gewesen sein, der im Kinzigtal einen Geleitzug überfiel, der unter Reinhards Schutz stand. In den anschließenden Streit mischten sich die Ritter von Hutten ein, die behaupteten, das sei auf ihrem Territorium geschehen.

## Tod
Reinhard IV. starb am 30. Januar 1512 und wurde im Chor der Marienkirche in Hanau beigesetzt.